# Гостече
Гостече (словен. Gosteče) — поселення в общині Шкофя Лока, Горенський регіон, Словенія. Висота над рівнем моря: 337,9 м.